# Památky středních Čech (časopis)
Památky středních Čech je název specializovaného časopisu, který prezentuje výsledky výzkumné činnosti z oborů dějin umění a archeologie a seznamuje se stavem památkové péče ve Středočeském kraji a v Praze.
Vydavatelem časopisu je středočeské územní odborné pracoviště Národního památkového ústavu.
Časopis vznikl roku 1985 a do roku 1992 vycházel jako sborník jednou ročně, od roku 1993 vycházejí 2 čísla ročně. Články sledují témata ze středočeské oblasti, příležitostně též z Prahy. Seznamují s výsledky průzkumů a dokumentace památek z celé šíře jejich druhového spektra. Zařazovány jsou i příspěvky sledující aktuální praktické, metodické i teoretické otázky památkové péče. Prezentovány jsou též archivní dokumenty, recenze literatury či osobní zprávy. Od roku 1998 je vydávána též samostatná příloha časopisu – Ročenka, která s velkou podrobností seznamuje s aktivitami ze všech oblastí činnosti středočeského územního odborného pracoviště Národního památkového ústavu.
Časopis patří mezi recenzovaná neimpaktovaná periodika. Vedoucím redaktorem je Hana Prixová Dvorská, výkonnou redaktorkou Olga Klapetková.